# Berkleasmium daphniphylli
Berkleasmium daphniphylli är en svampart som beskrevs av K. Zhang & X.G. Zhang 2009. Berkleasmium daphniphylli ingår i släktet Berkleasmium, ordningen Pleosporales, klassen Dothideomycetes, divisionen sporsäcksvampar och riket svampar.   Inga underarter finns listade i Catalogue of Life.